# Ruisseau à la Corne
Ruisseau à la Corne är ett vattendrag i Kanada.   Det ligger i provinsen Québec, i den östra delen av landet, 500 km nordost om huvudstaden Ottawa.
I omgivningarna runt Ruisseau à la Corne växer i huvudsak blandskog. Runt Ruisseau à la Corne är det ganska glesbefolkat, med 25 invånare per kvadratkilometer.